# 阿雅克肖拿破仑·波拿巴机场
阿雅克肖拿破仑·波拿巴机场（法語：Aéroport d’Ajaccio-Napoléon-Bonaparte；科西嘉语：Aeruportu di Aiacciu Nabulione Buonaparte；IATA代码：AJA；ICAO代码：LFKJ），常以其旧名坎波德洛罗（Campo dell'Oro，意大利语“黄金场地”）称之，是法国科西嘉南科西嘉省阿雅克肖的一个机场，距离阿雅克肖市中心5千米。